# 7194 Susanrose
7194 Susanrose è un asteroide della fascia principale. Scoperto nel 1993, presenta un'orbita caratterizzata da un semiasse maggiore pari a 2,5781192 UA e da un'eccentricità di 0,2066277, inclinata di 15,54311° rispetto all'eclittica.
L'asteroide è dedicato alla statunitense Susan Rose, divulgatrice astronomica e presidente per un ventennio della Società degli Osservatori Amatoriali di New York.